# Alonso Carvajal Peralta
Alonso Carvajal Peralta (Bucaramanga, 1913- 16 de febrero de 1998) fue un médico, urólogo cirujano, catedrático y político colombiano, miembro del Partido Conservador Colombiano y representante del sector laureanista.
Carvajal, miembro de una familia tradicional de médicos, sirvió como ministro de salud de Colombia para el gobierno de Laureano Gómez (de quien era su médico personal), y luego de educación durante la Junta militar de gobierno. Fue miembro de la Sociedad Colombiana de Urología, del Colegio de Cirujanos de Colombia, de la Asociación Colombiana de Cirujanos, de la Asociación Médica Colombiana y de la Sociedad Bolivariana de Colombia.

## Obras
- Nueva técnica de derivación biliar por medio de un trasplante intestinal
- Un año de gobierno
- Una historia quirúrgica
- Cáncer de la próstata